# 物部大斧手
物部 大斧手（もののべ の おおおのて、生没年不詳）は、『日本書紀』に登場する豪族。筑紫聞物部大斧手（ちくし の きく の もののべ の おおおのて）とも。
豪族・朝日郎の討伐に貢献した。

## 出自
筑紫聞物部氏は豊前国企救郡に由来する氏族であり、物部氏の配下の豪族であった。

## 概要
『日本書紀』によれば、雄略天皇18年に、物部菟代と物部目が伊勢国の朝日郎攻めを命じられた際、朝日郎の強弓で傷を負いながらも楯で目を守り、目は朝日郎を討ったという。